# Lidija Rupnik
Lidija Rupnik Šifrer, slovenska telovadka, * 20. februar 1915, Trst, † 11. november 2003, Ljubljana.
Rupnikova je za Kraljevino Jugoslavijo nastopila na Poletnih olimpijskih igrah 1936 v Berlinu, kjer je z vrsto osvojila 4. mesto.
Rezultati po orodju:
| disciplina                 | mesto |
| -------------------------- | ----- |
| Skupno - posamično         | 26.   |
| Skupno - ekipa             | 4.    |
| Gred - posamično           | 26.   |
| Bradlja - posamično        | 48.   |
| Skok čez konja - posamično | 17.   |